# Air and Coastal Defence Command FC
Der Air and Coastal Defence Command FC (Thai: สโมสรฟุตบอลหน่วยบัญชาการต่อสู้อากาศยานและรักษาฝั่ง), auch unter dem Namen ACDC FC (Thai: สอ.รฝ. เอฟซี) bekannt, ist ein thailändischer Fußballverein aus Sattahip, der in der Thai League 3 (Eastern Region), der dritthöchsten thailändischen Spielklasse, spielt.

## Geschichte
Der Verein wurde 2019 in Sattahip gegründet. Er startete 2019 in der Thailand Amateur League in der Lower Eastern Subregion. Als Sieger der Eastern Region stieg der Verein in die vierte Liga auf. Hier spielt er 2020 in der Eastern Region.

## Erfolge
- Thailand Amateur League – Eastern Region: 2019  ▲

## Stadion
Seine Heimspiele trägt der Club im Battleship Stadium in Sattahip aus. Eigentümer der Sportanlage ist die Royal Thai Navy.

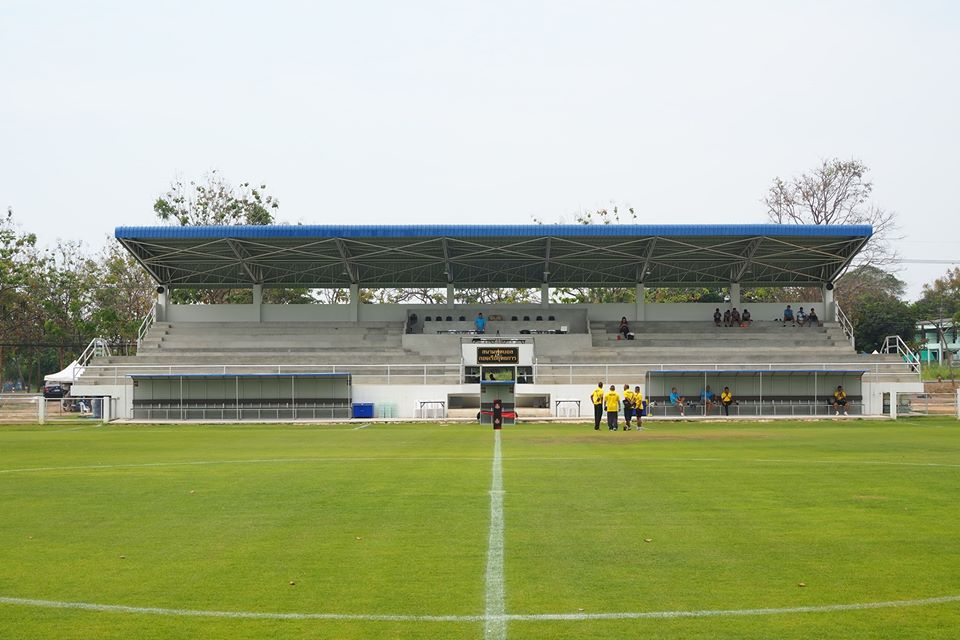
Battleship Stadium

## Aktueller Kader
Stand: 1. Februar 2025
| Nr. |          | Position | Name                      |
| --- | -------- | -------- | ------------------------- |
| 3   | Thailand | MF       | Chavalnat Khaow-on        |
| 4   | Thailand | AB       | Pattrayod Wetmanit        |
| 5   | Thailand | AB       | Songsang Moungyon         |
| 7   | Thailand | MF       | Jakkapan Chanakarn        |
| 8   | Thailand | MF       | Chanyujt Thepchanthuek    |
| 10  | Thailand | ST       | Chusana Numkanitsorn      |
| 12  | Thailand | MF       | Watcharin Yatloet         |
| 15  | Thailand | MF       | Kittiphol Laengthaisong   |
| 17  | Thailand | MF       | Phasit Panmoon            |
| 18  | Thailand | TW       | Theerapat Odthon          |
| 19  | Thailand | MF       | Arthit Nongdai            |
| 20  | Thailand | MF       | Worachet Bumphenkiattikul |
| 21  | Thailand | MF       | Natchapol Jitkasem        |
| 22  | Thailand | MF       | Napadrapee Heisupa        |
| 23  | Thailand | AB       | Phirathat Saksri          |
| 24  | Thailand | MF       | Sirichat Phumpat          |
| 27  | Thailand | AB       | Tanapat Nomaya            |
| 28  | Thailand | AB       | Worawut Kotchada          |

| Nr. |             | Position | Name                      |
| --- | ----------- | -------- | ------------------------- |
| 29  | Thailand    | ST       | Thanawin Chanaupatham     |
| 30  | Thailand    | AB       | Aitsara Suktaeng          |
| 32  | Thailand    | MF       | Manachai Supho            |
| 34  | Thailand    | TW       | Nutthanun Thong-on        |
| 35  | Thailand    | TW       | Natthaphon Kannika        |
| 36  | Japan       | AB       | Ken Hagihara              |
| 40  | Thailand    | MF       | Krisnatee Kaewrakmuk      |
| 43  | Thailand    | AB       | Pongtawee Seeswang        |
| 44  | Deutschland | AB       | Dennis Yves-Pascal Francé |
| 45  | Thailand    | MF       | Phalaphon Chueadi         |
| 46  | Thailand    | TW       | Witthaya Udombua          |
| 55  | Thailand    | MF       | Ratthathammanun Deeying   |
| 80  | Thailand    | MF       | Pokpong Ninnawvarat       |
| 92  | Thailand    | AB       | Aritit Sankla             |
| 96  | Thailand    | AB       | Thanaporn Buayaem         |
| 98  | Thailand    | MF       | Panuwat Meenapa           |
| 99  | Nigeria     | ST       | Mubarak Mohammed Ahmed    |

## Saisonplatzierung
| Saison  | Liga                           | Liga  | Liga   | Liga | Liga | Liga | Liga  | Liga   | Liga     | Pokal    | Pokal                  | Pokal                  |
| Saison  | Liga                           | Level | Spiele | S    | U    | N    | Tore  | Punkte | Position | FA Cup   | League Cup             | T3 Cup                 |
| ------- | ------------------------------ | ----- | ------ | ---- | ---- | ---- | ----- | ------ | -------- | -------- | ---------------------- | ---------------------- |
| 2019    | Thailand Amateur League – East | 5     | 2      | 2    | 0    | 0    | 5:6   | 6      | 1. ▲     | –        | –                      |                        |
| 2020    | Thai League 4 – East           | 4     | 1      | 0    | 0    | 1    | 1:4   | 9      | 9.       |          |                        |                        |
| 2020/21 | Thai League 3 – East           | 3     | 16     | 4    | 3    | 9    | 15:22 | 15     | 9.       | –        | –                      |                        |
| 2021/22 | Thai League 3 – East           | 3     | 22     | 8    | 8    | 6    | 30:33 | 32     | 7.       | –        | Play-off-Runde         |                        |
| 2022/23 | Thai League 3 – East           | 3     | 22     | 7    | 3    | 12   | 23:32 | 24     | 9.       | 1. Runde | 2. Qualifikationsrunde |                        |
| 2023/24 | Thai League 3 – East           | 3     | 20     | 4    | 7    | 9    | 15:32 | 19     | 10.      | –        | 2. Qualifikationsrunde | 2. Qualifikationsrunde |
| 2024/25 | Thai League 3 – East           | 3     | 22     | 9    | 5    | 8    | 31:31 | 32     | 6.       | 1. Runde | 1. Runde               | Gruppenphase           |

| Abbruch nach dem zweiten Spieltag aufgrund der COVID-19-Pandemie |

## Sponsoren
| Jahr    | Ausrüster | Trikotsponsor |
| ------- | --------- | ------------- |
| 2020    | NASIB     | ACDC FC       |
| 2021/22 |           | ACDC FC       |